# Мухоловка мала
Мухоловка мала (Ficedula parva) — невеликий птах із родини мухоловкових. В Україні гніздовий, перелітний вид.

## Опис
Вага птаха становить 11 г. У самця верх і боки голови і шиї, боки і передня частина грудей попелясто-сірі, горло і воло — руді, як би облямовані сірою смугою. Верх буро-сірий, низ і широкі смуги з боків хвоста білі. У самки і молодих немає рудої плями на горлі, а попелясто-сірий колір замінений буро-сірим. Розрізнення статей у малих мухоловок утруднюється тим, що іржавий колір з'являється у самців лише на другий або третій рік. Молоді самці після осіннього линяння зміняють своє охристо-крапчасте оперення на бурувате вбрання, яке не відрізняється від забарвлення самок. У першу весну вони гніздяться, не маючи ще яскравого горла. Це приклад вікової мінливості забарвлення самців, подібний до того, що є у чечевиць, щурів і шишкарів.
Пісня — набір мелодійних свистів «тьма-тьма-тьма-тьма, фью-фью-тю, хьюд-хьюд-хьюд-хьюд, фі-тюй-фі-тюй-фі-тюй», крик — сухий тріск «ррр» або посвисти «хи-ли».

## Поширення
Вид поширений в Євразії від Східної і Південно-Східної Європи на схід до західних схилів Уральських гір. Зимує на півдні Азії. Населяє хвойні, мішані і листяні ліси. Зустрічається в заплавних лісах і чагарниках, парках, старих фруктових садах і, як виняток, на виноградниках.

## Розмноження

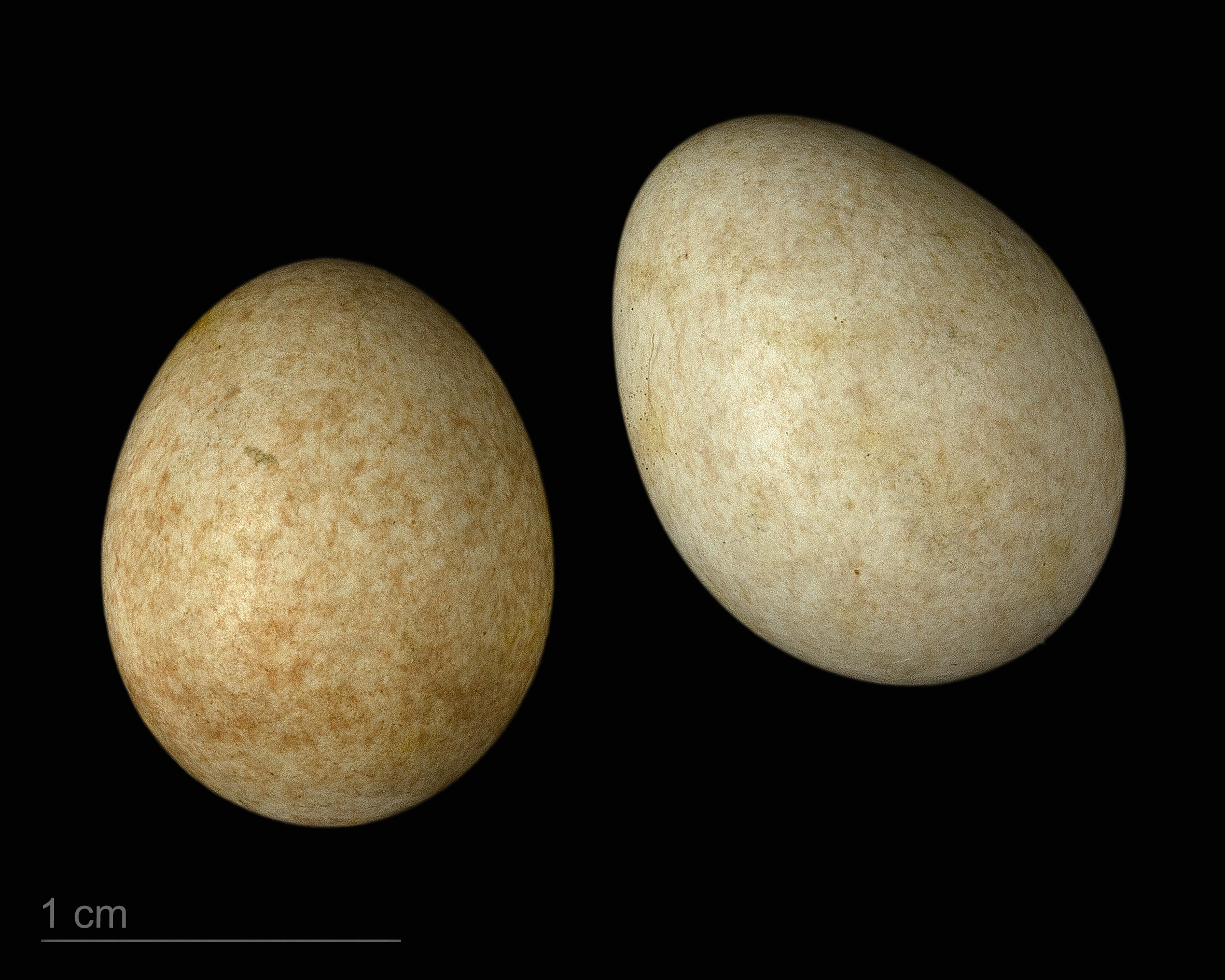
яйце Ficedula parva - Тулузький музей

Гніздиться в напіввідкритих і закритих дуплах і на розвилках дерев. Гнізда розміщує на висоті від 1 до 12 м. Гніздо акуратно сплітає з моху, стеблинок трав, деревних волокон, рослинного пуху. Зовні іноді облицьовано тонкими гілочками і лишайником. Лоток вистелений мохом, іноді волосоподібними вусами витких рослин і невеликою кількістю кінського волоса. Розміри гнізда: діаметр лотка 45-50 мм, глибина лотка 35-45 мм (Михеев, 1996). У кладці 4-9, частіше 5-6 яєць. Їх забарвлення — блідо-зеленувате або майже біле, може бути блакитнувате або жовтувате, з іржавчасто або охристо-бурими плямами і крапками, які можуть бути рясними і чіткими, або неясними, розмитими, аж до того, що мають вигляд рівного напилювання по всьому яйцю або тільки на тупому кінці. Розміри яєць 14-19 х 12-14 мм.
Насиджує самка, починаючи з відкладання останнього яйця або на 1-2 дні (яйця) раніше, протягом 12-15 днів. Пташенята мають досить довгий сірий пух на верхній стороні голови і тіла, ротова порожнина жовта, валики навколо дзьоба білі. Годують пташенят самець і самка. В разі небезпеки з неспокійними криками перелітають навколо, можуть імітувати атаку на людину, оглядають гніздо, налітаючи і відвертаючи увагу. Пташенята перебувають у гнізді 11-15 днів.

## Живлення
Основу їжі складають комахи (різні мурахи, дрібні види жуків, журчалки, справжні мухи, маленькі лускокрилі) і дрібні павуки. Рідше скльовує дрібних молюсків, а в другій половині літа і восени поїдає також соковиті плоди деяких рослин (бузина чорна, бузина червона, ожина, смородина).

## Охорона
Перебуває під охороною Бернської конвенції.